# Go (programski jezik)
Go je statički tipiziran programski jezik kojeg su stvorili Robert Griesemer, Rob Pike i Ken Thompson unutar tvrtke Google. Često se naziva i Golang zbog domene službene web stranice projekta.
Jezik je nastao kao odgovor na probleme koje su autori susreli prilikom razvoja softverske infrastrukture u Googleu. Cilj je olakšati programiranje u okruženjima s višejezgrenim računalima, umreženim sustavima, velikim klasterima te web programima.
Sintaksno je Go sličan programskom jeziku C.